# Корниенко, Леонид Сергеевич
Леонид Сергеевич Корниенко (1931—1997) — советский и российский учёный-физик и педагог, специалист в области квантовой электроники, доктор физико-математических наук (1968) профессор (1970). Лауреат Государственной премии СССР (1976).

## Биография
Родился 2 мая 1931 года в Москве.
С 1948 по 1953 год обучался на Физическом факультете МГУ. С 1954 года на научной работе в лаборатории радиоспектроскопии НИИ ядерной физики имени Д. В. Скобельцына МГУ под руководством профессора А. М. Прохорова. С 1962 по 1997 год — заведующий лабораторией квантовой электроники (в последующем — отдел физических проблем квантовой электроники) и одновременно с 1970 по 1992 год — заместитель директора НИИ ядерной физики имени Д. В. Скобельцына МГУ по научной работе. С 1979 по 1995 год занимался педагогической работой на Физическом факультете МГУ в должностях: исполняющего обязанностей заведующего, заместителя заведующего и с 1989 по 1995 год — заведующего кафедрой оптики и спектроскопии. 
В 1961 году Л. С. Корниенко защитил диссертацию на соискание учёной степени кандидат физико-математических наук, в 1968 году — доктор физико-математических наук по теме: «Исследования кристаллов для квантовой электроники методом ЭПР» в ФИАН имени П. Н. Лебедева АН СССР. В 1970 году ему было присвоено учёное звание профессор. 

### Научно-исследовательская деятельность
Л. С. Корниенко был одним из основных участников исследований в области монокристаллов с примесями ионов элементов переходных групп методом ЭПР, на их основе были созданы первые твёрдотельные приборы для квантовой электроники мазеры — приёмники СВЧ-сигналов, обладающие предельно высокой чувствительностью. Л. С. Корниенко был членом Учёных советов НИИ ядерной физики имени Д. В. Скобельцына МГУ и Физического факультета МГУ. Член Совета Высшей аттестационной комиссии в области физики. Член секции радиоэлектроники Комитета по Ленинским и Государственным премиям при Совете министров СССР. Л. С. Корниенко являлся автором более 380 научных трудов, в том числе монографий и около 28 патентов на авторские свидетельства, под его руководством было подготовлено около 25 кандидатов и  докторов наук.
В 1976 году Постановление ЦК КПСС и СМ СССР «за разработку гаммы высокочувствительных квантовых усилителей и их внедрение в системы дальней космической связи и радиоастрономию» Л. С. Корниенко был удостоен Государственной премии СССР в области науки и техники.

## Награды
- Орден Почёта (1995 — «За заслуги  перед государством и успехи,  достигнутые в труде, большой вклад в укрепление дружбы и сотрудничества  между  народами»)[6]
- Медаль «За трудовую доблесть» (1976)

### Премии
- Государственная премия СССР (1976 — «за разработку гаммы высокочувствительных квантовых усилителей и их внедрение в системы дальней космической связи и радиоастрономию»)[5]